# Oderhänge Mallnow
Die Oderhänge Mallnow sind ein 304 Hektar großes Naturschutzgebiet nördlich der Stadt Lebus im Landkreis Märkisch-Oderland in Brandenburg. Es ist nach dem angrenzenden Ortsteil Mallnow benannt.

## Geschichte und Lage

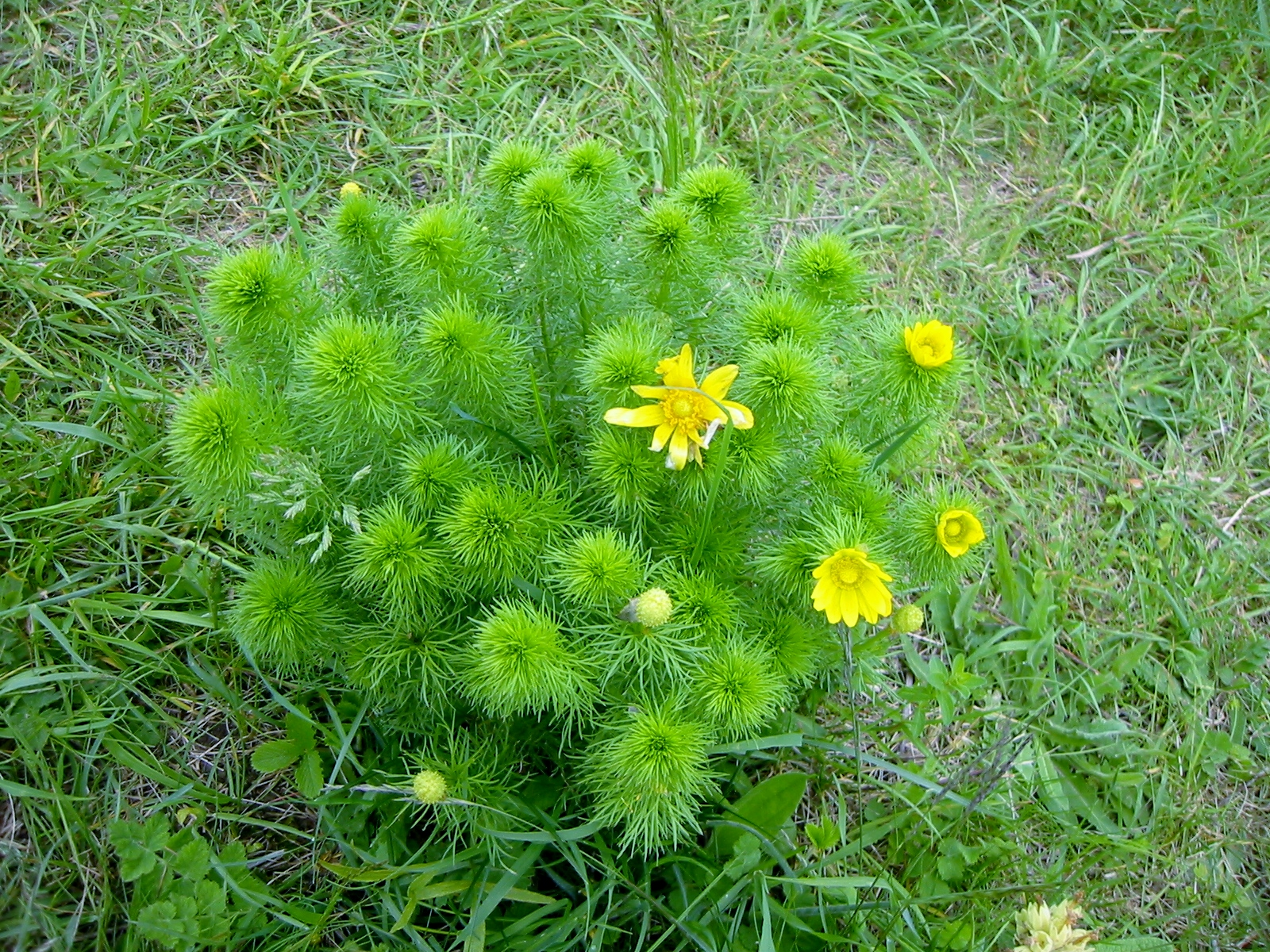
Adonisblüte im Schutzgebiet

Die letzte Weichseleiszeit formte eine Landschaft aus Höhen und Talniederungen, die durch die Lebuser Platte charakterisiert werden. Hierbei handelt es sich um ein Grundmoränenplateau mit einem Höhenunterschied von bis zu 50 Metern, das in Richtung Oder abfällt.
Das Gebiet nördlich von Mallnow wurde bereits im Jahr 1921 unter Naturschutz gestellt. Im Zweiten Weltkrieg erlitt es durch die Kampfhandlungen beim Vormarsch der Roten Armee erhebliche Verwüstungen, konnte sich aber anschließend wieder erholen. Nach der Wende übernahm der Naturschutzbund Deutschland im Jahr 2005 die ersten 46,2 Hektar von der BVVG. Fünf Jahre später kamen 84 Hektar Wiesen-, Weiden- und Ackerflächen hinzu, die von der BVVG unentgeltlich an die NABU-Stiftung Nationales Naturerbe übertragen und an Landwirte verpachtet wurden. Diese erhielten die Auflage, Flächen mit seltenen Wildkräutern wie dem Schwarzkümmel nach naturschutzfachlichen Vorgaben zu bewirtschaften. Mit dem Übertrag von weiteren 21,79 Hektar Trockenrasenflächen wurde das heutige Gebiet abgeschlossen. Das Naturschutzgebiet ist Bestandteil von Natura 2000, des kohärenten, europaweiten Netzes von Schutzgebieten nach den Maßgaben der Richtlinie 92/43/EWG (Fauna-Flora-Habitat-Richtlinie, kurz FFH-Richtlinie).

## Flora
Die Region gehört klimatisch zum ostbrandenburgischen Trockengebiet und begünstigt damit die Ansiedlung von Pflanzen aus dem osteuropäischen Steppengebiet. Das Naturschutzgebiet ist insbesondere für das Frühlings-Adonisröschen bekannt, dessen Blüte im Frühjahr einen touristischen Anziehungspunkt darstellt: die Regionalzüge der Niederbarnimer Eisenbahn halten in dieser Zeit am sonst geschlossenen Bahnhof Schönfließ.  Daneben wachsen aber auch die Sibirische Glockenblume, das Haar-Pfriemengras, das Helm-Knabenkraut, der Hirschwurz-Haarstrang sowie die Violette Schwarzwurzel. Die Waldflächen befinden sich in freier Sukzession. Hier wachsen Kiefern, Birken, Robinien, vereinzelt auch in Auenwäldern Eichen sowie Erlen und Eschen.

## Fauna
In den Oderhängen Mallnow wurde der Fischotter, die Grauammer, der Wendehals sowie der Wiedehopf nachgewiesen. Außerdem siedelt dort der Große Feuerfalter. Die Trockenrasen werden durch die Beweidung von Schafen bewirtschaftet.